# Hall Summit (Louisiane)
Hall Summit est un village de la paroisse de Red River, dans l'État de Louisiane, aux États-Unis,. En 2020, elle compte une population de 268 habitants.

## Démographie
Lors du recensement de 2010, la ville comptait une population de 300 habitants, tandis qu'en 2020, elle s'élève à 268 habitants.